# Engie
Engie est un groupe industriel énergétique français. Son principal actionnaire est l'État français, qui détenait un quart du capital jusqu'en 2019.
Le groupe naît le 22 juillet 2008 d'une fusion entre Gaz de France (GDF) et Suez. En avril 2015, le groupe annonce le changement de son nom commercial, « GDF Suez » devenant « Engie », dénomination sociale du groupe à partir du 29 juillet 2015.
En 2016, le groupe s'engage dans une profonde mutation visant la transition énergétique et le numérique. Sa stratégie industrielle évolue, marquée par les changements de gouvernance.
En 2021, Engie compte 101 000 salariés. En 2022, le groupe a réalisé un chiffre d'affaires de 93,9 milliards d'euros, en hausse de 62,2 %.
Coté à Bruxelles, Luxembourg et Paris, le groupe est présent dans les indices boursiers CAC 40, BEL20 et Euronext 100.

## Histoire
Le groupe GDF Suez, qui deviendra Engie, est né en 2008 de la fusion entre Gaz de France, groupe énergétique français spécialisé dans le transport et la distribution de gaz naturel créé en 1946, et Suez, un des leaders mondiaux dans les domaines de l'énergie (gaz et électricité) et de l'environnement (eau et propreté), créé en 1858.

### Fusion Gaz de France - Suez
Le projet de fusion entre les groupes Gaz de France et Suez a été annoncé officiellement pour la première fois au public le 25 février 2006.
Ce projet visait officiellement à contrer une menace d'offre publique d'achat hostile sur Suez par l'italien Enel. Dans le cadre de son discours sur le « patriotisme économique », le Premier ministre Dominique de Villepin annonçait alors la fusion du groupe public Gaz de France avec le groupe privé Suez : « Avec cette fusion, nous avons l'ambition de créer un des tout premiers groupes mondiaux de l'énergie, en particulier dans le secteur du gaz : cette entreprise serait en effet le premier acteur mondial du gaz naturel liquéfié. Elle donnerait à la France un deuxième grand acteur énergétique à côté d'EDF et renforcerait la vocation industrielle mondiale de notre pays ».
Pour permettre cette fusion, la loi relative au secteur de l'énergie prévoit, dans son article 39, la privatisation de Gaz de France. La participation de l'État devait ainsi baisser de 70 % (son niveau minimal prévu par la loi du 9 août 2004 relative au service public de l'électricité et du gaz et aux entreprises électriques et gazières) à 34 % environ. Elle prévoyait une parité d’échange de 21 actions Gaz de France pour 22 actions Suez.
Nicolas Sarkozy, alors ministre de l'Économie et des Finances, s'est, d'abord opposé, pendant plusieurs mois, au projet du gouvernement Villepin de fusionner les deux entreprises avant de l'accepter. Ce projet de fusion a été longtemps critiqué, non seulement par l'ensemble de la gauche, qui craignait une hausse des prix de la consommation, mais aussi par les gaullistes sociaux. Ainsi, Marc-Philippe Daubresse, député UMP du Nord et ancien ministre délégué au Logement, déclarait que « tout cela manque de souffle et d'ambition européenne », tandis que Claude Gaillard, député UMP de Meurthe-et-Moselle, affirmait que « le rôle de Premier ministre n'est pas d'être le porte-parole d'une simple fusion industrielle, mais d'avoir une vraie vision ».
Selon Le Canard enchaîné, « on a rapidement appris » que la menace d'Enel, agitée par Breton et Villepin, n'était qu'un prétexte, et que la fusion était en réalité « en projet depuis des mois, voire des années ».
Cette fusion est finalement retardée en novembre 2006 par la cour d'appel de Paris, pour défaut d'information au Comité d'entreprise de Gaz de France, et repoussée à nouveau par le Conseil Constitutionnel jusqu'après le 1er juillet 2007, soit après l'élection présidentielle. Les représentants du personnel de Gaz de France (Comité central d'entreprise, Comité central européen…) se sont à plusieurs reprises prononcés contre le projet de fusion. Selon eux, ce projet était avant tout politique et financier et ne contenait pas de projet industriel optimisé.
Juridiquement, il s'agit d'une absorption de Suez par Gaz de France. Politiquement, on parle de fusion entre égaux. Pratiquement, la taille et la puissance réelle des groupes, les schémas managériaux post fusion ainsi que les profils des dirigeants dessinaient une prédominance industrielle de Suez sur Gaz de France[réf. nécessaire].
Plus d'un an et demi après l'annonce de leur rapprochement, Suez et Gaz de France officialisent le 3 septembre 2007 leur fusion, qui donne naissance à un nouveau géant énergétique européen, en même temps que Suez Environnement acquiert une existence distincte. Dans le contexte de scission EDF-GDF, les dossiers des 11 millions de clients de Gaz de France sont transférés vers GDF Suez.

### Post-fusion et acquisition d'International Power
Le 11 mars 2009, la Commission de régulation de l'énergie (CRE) rend publique la formule de calcul de l'évolution des coûts d'approvisionnement de GDF Suez.
À la suite de la polémique des années 2000 sur les stock-options, GDF Suez est, en 2011, l'un des premiers grands groupes français à renoncer à ce type de rémunération.
GDF Suez annonce le 10 août 2010 son rapprochement avec l'électricien britannique International Power. Elle doit apporter une partie de ses activités, dont celles regroupées sous le nom de GDF Suez Energy International (Amérique latine, Amérique du Nord, Moyen-Orient, Asie, Afrique) et celles au Royaume-Uni et en Turquie, à International Power. L'opération donne naissance à New International Power. Le groupe français reçoit en échange 70 % du capital de la société britannique,.
Le rapprochement entre International Power plc et GDF Suez Énergie International est approuvé le 16 décembre 2010 à plus de 99 % par l’assemblée générale des actionnaires d’International Power. Elle renforce également la production d’électricité et le leadership mondial de GDF Suez dans le secteur des services aux collectivités (« utilities »). Le groupe devient ainsi le numéro 1 mondial du secteur par son chiffre d’affaires de plus de 84 milliards d'euros en 2009, ainsi que la 1re entreprise de type utility en Europe par le volume de gaz géré (plus de 1 300 TWh).
GDF Suez paye cher pour l'acquisition, mais devient en 2012 le premier producteur d'électricité du monde en chiffre d'affaires. Le groupe cumule 43 milliards d'euros de dette en 2012. Selon une ex-dirigeante, le rachat est en 2021 un échec : « Les promesses de revenus ne se sont jamais matérialisées. Nous avons perdu au moins 10 milliards dans l'affaire ».
En août 2013, GDF Suez annonce le rachat de Balfour Beatty Workplace, une filiale de services énergétiques du groupe Balfour Beatty, pour un montant inconnu. En mai 2014, GDF Suez, à travers sa filiale Cofely, acquiert pour 335 millions de dollars l'entreprise américaine Ecova, présente dans l'optimisation énergétique et qui emploie 1 450 personnes.

### 2015 - 2017: GDF Suez devient Engie - désengagement de l'État
Le 24 avril 2015, le groupe GDF Suez annonce qu'il prend pour nom la marque « Engie »,. La dénomination sociale, quant à elle, prend aussi ce même nom à la suite de l'assemblée extraordinaire des actionnaires le 29 juillet 2015.
En juillet 2015, Engie acquiert 95 % de Solairedirect pour un montant indéterminé permettant de faire passer sa production d'énergie photovoltaïque de 125 à 486 MW.
En septembre 2015, Engie acquiert TSC, une entreprise australienne présente dans les services énergétiques (climatisation, chauffage) et employant 600 personnes.
Engie conclut, en avril 2016, un accord avec la société russe Gazprom afin d'adapter le prix de leurs contrats d’approvisionnement de gaz à long terme.
En mai 2016, Engie acquiert 80 % de l'entreprise californienne Green Charge Networks (en), spécialisée dans le stockage d'énergie sur batteries.
Le 29 janvier 2017, Engie annonce avoir remporté un contrat en Arabie saoudite pour la construction d'une centrale de cogénération d’électricité pour une valeur de 1,2 milliard de dollars. Ce contrat couvre la construction, l'exploitation et la maintenance de la centrale « la plus efficace du pays » selon la direction. 
En février 2017, Engie annonce la vente de sa participation dans une coentreprise en Asie et aux États-Unis pour 3,3 milliards d'euros à Dynegy. En avril 2017, Engie vend sa participation de 40 % dans NuGeneration (en), filiale spécialisée dans la construction de centrales nucléaires au Royaume-Uni, à Toshiba pour 139 millions d'euros. Le même mois, Engie monte sa participation de 59 à 100 % dans la Compagnie du Vent.
En janvier et en septembre 2017, l'État français procède à des ventes de participations dans le capital d'Engie (un bloc de 4,1 % de capital en janvier 2017 puis un bloc de 4,56 % du capital début septembre 2017). Le 15 septembre 2017, l'État, au travers de l'Agence des participations de l'État, ne détient plus que 24,1 % du capital et 27,6 % des droits de vote d’Engie,.
Le projet de loi PACTE autorise l'État à céder l'intégralité de sa participation dans Engie, soit 24,1 % des actions et 34,8 % des droits de vote. L'État conserve une action spécifique lui donnant le droit de s'opposer aux décisions les plus stratégiques. La loi autorisera également GRTgaz à ouvrir son capital à des investisseurs privés ; elle imposera désormais seulement une « détention majoritaire » du capital par Engie ou des entités publiques, alors que cette obligation concernait auparavant l'intégralité du capital (Engie 75 %, Caisse des dépôts et CNP Assurances 25 %).

#### Annonces successives de sortie du charbon
En 2013, le groupe annonce son intention de devenir le leader de la transition énergétique et a notamment émis une obligation verte d’un montant de 2,5 milliards d’euros, en 2014,.
Depuis 2014, Engie renforce ses investissements dans les énergies peu émettrices de CO2 (les énergies renouvelables telles que l'éolien, le solaire, la géothermie, la biomasse et l'hydroélectrique), ainsi que dans les services à l’énergie pour les collectivités, les entreprises et les particuliers,.
En 2015, Engie annonce sa décision d’arrêter ses investissements dans le charbon.
En 2015, lorsque Engie s'est engagé à ne plus construire de nouvelles centrales à charbon, il a explicitement exclu les contrats déjà signés pour des projets au Chili, au Brésil et au Maroc. Engie doit les revendre après leur mise en service pour tenir ses engagements. Au Maroc, la centrale de Safi (1 250 MW) doit entrer en service en 2018 ; c'est un investissement de 2 milliards d'euros qu'Engie partage avec le japonais Mitsui et le marocain Nareva. Au Brésil, la nouvelle usine est mise en vente avant d'être inaugurée. Le charbon représente 31 % des nouvelles capacités en construction d'Engie, devant les centrales au gaz (25 %), l'éolien (22 %) et le solaire (20 %). Le groupe cherche aussi à céder ses centrales à charbon en Allemagne et aux Pays-Bas, mais les négociations n'ont pas encore abouti.
En février 2019, Engie annonce sa sortie définitive du charbon,.

### 2016-2022: projet de transformation du groupe
À son arrivée à la direction générale d’Engie en 2016, Isabelle Kocher entame une transformation profonde et rapide des métiers de l’entreprise. Celle-ci se traduit par une volonté de favoriser la transition énergétique en développant des énergies « décarbonées ». Pour cela, Engie cède tous ses actifs dans le charbon et se désengage de l’amont pétrolier et gazier (exploration-production et transport), au profit d’investissements dans les services et les énergies renouvelables.
De 2016 à 2019, 15 milliards d’euros sont investis dans les nouvelles activités. Pour la période 2019 à 2022, Engie annonce 11 à 12 milliards d’investissements répartis entre les services et solutions clients (4 à 5 milliards), les énergies renouvelables (2,3 à 2,8 milliards) et les infrastructures gazières (3 à 3,3 milliards).
Avec la cession de sa part de 70 % dans la centrale électrique au charbon de Loy Yang B, en Australie, d'une capacité de 1 GW, au chinois Alinta Energy, annoncée en novembre 2017, Engie boucle 88 % de son programme de cessions d'actifs de 15 milliards d'euros et ramené la part du charbon dans sa production d'électricité à 6 % contre 13 % en 2015.
Le groupe annonce pour la période 2016-2022 avec 27 milliards d’euros d’investissements et 21 milliards d’euros de cessions, que certains observateurs qualifient de « mue radicale ». Pour faciliter la mise en œuvre de ce plan, Engie se réorganise autour de quatre « lignes de métiers » : les solutions clients, les infrastructures, les énergies renouvelables et le thermique.
En 2018, en termes de réduction d'effet de serre, Engie se situe dans la moyenne des grands producteurs d'électricité européens avec 293 kg (CO2/MWh), loin derrière son concurrent français EDF (54 kg (CO2/MWh)).
En avril 2019, Engie annonce l’acquisition de 90 % de Transportadora Associada de Gás (TAG), le plus grand propriétaire de réseau de transport de gaz naturel du Brésil (4 500 km de gazoduc, soit 47 % des infrastructures gazières du pays), pour 8,6 milliards de dollars (7,7 milliards d'euros environ),.
Il s’agit de sa plus grosse acquisition depuis celle d’International Power en 2010. L’opération permet à Engie de se développer sur son axe stratégique des infrastructures énergétiques ainsi qu’au Brésil, qui compte parmi les pays prioritaires.
Fin octobre 2019, Engie annonce la suppression de 450 postes d'ici à 2023 avec la fermeture de trois centres d'appels situés à Toulouse, Villeurbanne et Bagneux,. La direction annonce un accompagnement des partants à travers un projet de reclassement ou de mobilité.
Le 6 février 2020, le conseil d'administration d'Engie met fin au mandat d'Isabelle Kocher, qui devait arriver à échéance en mai 2020, dans des conditions très controversées.
Le président du conseil d'administration d'Engie, Jean-Pierre Clamadieu, estime qu'Isabelle Kocher a « su porter une vision très ambitieuse d'Engie en tant que leader de la transition énergétique », mais que la directrice générale n'a pas assez agi sur le cœur de métier, le groupe ayant « pris du retard en quatre ans dans le domaine des activités de génération d'électricité et d'infrastructures gazières », étant dans l’incertitude sur l’avenir de ses centrales nucléaires belges au-delà de 2025 et le gaz n’ayant pas la place qu’il devrait dans la transition énergétique en France.
Cette décision est abondamment commentée dans les médias et les milieux d'affaires et politiques. Un rapport interne fait part d'un « manque d'intelligence émotionnelle », motif dénoncé pour son sexisme. Plusieurs médias relèvent qu'Isabelle Kocher n'était pas appréciée d'Emmanuel Macron, et certains estiment qu'il aurait pu intervenir en sa défaveur, d'autres estimant qu'Isabelle Kocher a surtout été sanctionnée du fait de mauvaises relations avec ses administrateurs,.
Le 24 février 2020 et sans attendre l’échéance, un protocole d’accord conclu entre Isabelle Kocher et Engie est approuvé par le conseil d’administration de l’entreprise. Il comprend la fin de son contrat de travail, sa démission immédiate de son mandat d’administrateur et un volet financier d’un montant de 3,3 millions d’euros. La partie de ce volet financier, qui n’est pas liée à la fin du contrat de travail, est soumise à approbation par l’assemblée générale. Le montant prévu respecte le plafond de 24 mois de rémunération prévu par le code Medef-Afep.
Une direction générale provisoire est mise en place pour assurer l'intérim : Claire Waysand, secrétaire générale d'Engie, exerce les fonctions de directeur général par intérim. Le directeur général adjoint, chargé des opérations, Paulo Almirante, et la directrice financière, Judith Hartmann, participent à assurer la direction pendant la période de transition.
Le 1er octobre 2020, on apprend la nomination de Catherine MacGregor comme directrice générale. Une nouvelle répartition des responsabilités a lieu à la tête de l'entreprise, le président Jean-Pierre Clamadieu doit s'occuper de la stratégie et assurer les relations avec l’État français et avec les collectivités locales.
Le 26 février 2021, Engie annonce une perte nette de 1,5 milliard d'euros au titre de 2020, plongeant dans le rouge pour la première fois depuis quatre ans ; elle prend acte de la décision de la Belgique de sortir du nucléaire en 2025, en arrêtant tous les travaux de préparation qui auraient permis de prolonger de vingt ans deux réacteurs au-delà de 2025 et en passant une dépréciation de 2,9 milliards € de la valeur de ses réacteurs, représentant le manque à gagner dû à l’arrêt de son parc nucléaire. La Belgique compte, pour les remplacer, sur les importations d'électricité et sur des appels d'offres pour la construction de centrales à gaz qu’Engie compte bien remporter,. Engie a par ailleurs, provisionné 13 milliards d'euros pour démanteler sept réacteurs nucléaires situés en Belgique, que la loi belge oblige à arrêter en 2025.
En juillet 2021, Engie annonce la scission de ses activités pour le début 2022, en scindant ses activités dans les services énergétiques sous le nom d'Equans. Equans rassemble 74 000 employés, et est présente dans 17 pays et dégage un chiffre d'affaires de 12,5 milliards d'euros pour un bénéfice compris entre 350 et 450 millions d'euros en 2019. Equans revendique le rang de numéro deux mondial des services multitechniques. Equans regroupe les deux tiers des activités de services d'Engie. L'entité rassemble notamment les activités d'installations électriques, de chauffage, de ventilation et de climatisation ainsi que les services liés à l'information et la communication (à travers des entreprises telles qu'Ineo ou Axima). En novembre 2021, Engie annonce choisir l'offre de Bouygues pour la vente d'Equans pour 7,1 milliards d'euros.
En juin 2023, le groupe français trouve un accord avec la Belgique sur la prolongation de deux réacteurs nucléaires. Engie verse 15 milliards d'euros à la Belgique pour se défaire du risque du traitement de ses déchets.
Le groupe connaît des fuites de données en 2023 et une attaque par rançongiciel revendiquée par Lapsus$ en 2024, lequel publie un échantillon des données subtilisées. Ces fuites signalent « des déficiences persistantes dans les mesures de sécurité ».

Logos de l'Engie
Logo de GDF Suez du 22 juillet 2008 au 23 avril 2015.
Logo d'Engie depuis le 24 avril 2015 : nom en typographie bleu cyan accompagné d'un soleil levant[27].
Version du logo Engie actuellement utilisée.

## Activités
Engie est présent sur trois grandes activités : l'électricité, le gaz et les services à l'énergie.

### Électricité
Engie dispose en 2015 d’une capacité de production d’électricité de 112,7 GW ; son parc de production électrique est l’un des plus diversifiés du monde. Au 31 décembre 2017, la capacité de production d’électricité d'Engie n'est plus que de 102,7 GW, répartie entre les centrales au gaz naturel (56 %), au charbon (7 %), nucléaires (6 %) et celles utilisant les énergies renouvelables : 31 % (hydroélectricité : 19 %, éolien : 5 %, solaire : 2 %, autres renouvelables : 5 %).

#### Les centrales

##### Centrales hydroélectriques
La filiale Tractebel Engie est l’un des premiers bureaux d’ingénierie européens et leader mondial dans le domaine des barrages ; sa filiale Coyne et Bellier est un cabinet d’ingénierie qui possède le plus grand nombre de références en grands barrages hydrauliques et hydroélectriques à l’échelle mondiale.
En France, 17 % des capacités installées d'Engie produisent 25 % de l’hydroélectricité de la France à travers la Compagnie nationale du Rhône (CNR), deuxième producteur français d’électricité[source secondaire nécessaire] et la SHEM, ancienne filiale de la SNCF (barrages dans le Sud-ouest de la France, d'une production annuelle moyenne de 1 836 GWh).
Au Brésil, Engie est le premier producteur indépendant d’électricité du pays, par l’exploitation de 21 centrales, dont 13 hydroélectriques.
Aux États-Unis, sa filiale FirstLight Power Resources exploite des centrales hydroélectriques sur les rivières Shetucket et Housatonic dans le Connecticut et au Massachusetts, et une autre filiale exploite une station de pompage-turbinage de 1 080 MW à Northfield, au Massachusetts.
En Belgique, Engie Electrabel exploite la station de pompage-turbinage de Coo-Trois-Ponts, d’une puissance installée de 1 164 MW, dans les Ardennes
Au Royaume-Uni, First Hydro Company, filiale de IPR-GDF-Suez, a une capacité installée de 2 088 MW et assure la gestion et l'exploitation des centrales de pompage-turbinage de Dinorwig et Festiniog, au Pays de Galles.

##### Centrales à cycle combiné gaz (CCCG)
Les centrales à cycle combiné gaz (CCCG) constituent la majorité du parc de centrales électriques du groupe : en 2015, le gaz naturel représentait 56 % des capacités et 58 % de la production électrique du groupe, en fort développement comme chez la plupart de ses concurrents.
En France, GDF Suez a construit CyCoFos (490 MW), mis en service début 2010 à Fos-sur-Mer, Combigolfe d'Engie Ectrabel (juillet 2010, 435 MW) à Fos-sur-Mer et la centrale Spem de Montoir-de-Bretagne de 435 MW.
Un coup d'arrêt à ce développement des centrales à gaz semble avoir été donné : GDF Suez a annoncé le 11 avril 2013 la fermeture provisoire de trois de ses quatre centrales à gaz en France : CyCoFos (Fos-sur-Mer) sera mise sous cocon pour une période indéterminée, Combigolfe (Fos-sur-Mer) et Spem à Montoir-de-Bretagne (Loire-Atlantique) seront mises sous cocon pendant l'été et continueront à fonctionner l'hiver. Comme tous les énergéticiens en Europe, le groupe français subit la concurrence du charbon américain bon marché et la baisse de la demande d'électricité sur le Vieux Continent. Ne tournant plus assez, ses centrales à gaz ne sont plus rentables. En moyenne, leur taux d'utilisation est tombé de 42 % en 2011 à 33 % en 2012. En octobre 2015, redémarrage de la centrale CCGT de CyCoFos après une période de deux ans de mise en conservation.
Tirant les conséquences de cette baisse de rentabilité de ses centrales à gaz, GDF Suez a annoncé le 27 février 2014 des dépréciations d'actifs d'un total de 14,9 milliards d'euros, essentiellement sur des centrales électriques thermiques et des capacités de stockage de gaz en Europe, qui l'ont fait plonger dans le rouge avec une perte nette de 9,7 milliards au titre de 2013 ; le groupe est affecté par le bas niveau des prix de marché de l'électricité en Europe, dû à une combinaison de surcapacités et de faible demande et son PDG, Gérard Mestrallet, a souligné que ces dépréciations reflétaient sa conviction d'une crise « durable et profonde » ; mais elles n'affectent ni la trésorerie ni la solidité financière du groupe, et le résultat net récurrent (hors exceptionnels) est ressorti à 3,4 milliards d'euros.
En 2017, Engie annonce la construction à l'horizon 2019 de la centrale de Fadhili en Arabie saoudite. Elle devrait atteindre une capacité supérieure à 1 500 mégawatts.

##### Centrales charbon

###### Depuis 2019
En février 2019, Engie annonce sa sortie définitive de ses activités dans le charbon, entamée en 2016 avec la cession progressive de nombreux actifs,. Dans ce cadre, le 26 avril 2019, Engie annonce la vente de ses centrales à charbon en Allemagne et aux Pays-Bas au fonds Riverstone Holdings LLC,.
En février 2021, Engie s’engage sortir du charbon pour 2027.

###### Avant 2019
Depuis l'origine, Engie exploite le charbon comme combustible pour produire de l’électricité dans des centrales thermiques aux Pays-Bas (Rotterdam : 731 MW), en Allemagne (1 924 MW de capacités gaz et charbon dont 1 619 MW pour les centrales de Farge, Zolling et Wilhelmshaven), en Australie (deux centrales dont la centrale à charbon d'Hazelwood) et en Thaïlande.
En 2014, selon une étude de l'université d'Oxford pour les ONG Oxfam et les « Amis de la Terre », Engie, avec ses trente centrales à charbon dans le monde, émet 81 millions de tonnes de CO2 par an. De plus, avec son partenaire Exxaro, la société venait de remporter un appel à projets pour une nouvelle centrale à charbon à Thabametsi, en Afrique du Sud. Alors que la France organise la Conférence des Nations unies sur les changements climatiques et s’est engagé à réduire ses émissions domestiques, « la France pollue allègrement à l’étranger via ses entreprises à capital public », selon le rapport.
En octobre 2015, Engie confirme une déclaration de la Ministre de l'Environnement Ségolène Royal selon laquelle l'entreprise n'investira plus dans le charbon. Concrètement, les projets en cours sont abandonnés, sauf ceux qui avaient déjà fait l'objet d'un engagement ferme. Sont donc abandonnés les projets de centrale à charbon à Ada Yumurtalik (Turquie) et à Thabametsi (Afrique du Sud). Engie poursuit deux projets en cours dans lesquels il s'était fermement engagé (Mongolie et Brésil) ainsi que la construction de 4 centrales à charbon (Brésil, Chili, Inde, Maroc).
En février 2016, Engie signe un accord pour la vente de ses participations dans Paiton et Meenakshi, deux centrales à charbon situées en Indonésie et en Inde. Cette opération réduit de 16 % les capacités de production d’électricité d’Engie à partir de charbon. Engie annonce également la fermeture de la centrale charbon de Rugeley au Royaume-Uni pour l'été. Fin décembre 2016, Engie annonce avoir cédé sa centrale de production d'électricité de Polaniec en Pologne,.
En 2016, Engie a procédé à des fermetures ou ventes d'actifs dans le domaine du charbon portant sur plus de 5 GW. À fin 2016, le charbon représente 9 % de la production électrique nette du groupe.
En mars 2017, Engie annonce la fermeture de la centrale à charbon d'Hazelwood en Australie.
En 2017, Engie indique que les émissions directes de CO2 se sont élevées à 89 millions de tonnes, en réduction de 26 % par rapport à 2016,.

##### Centrales nucléaires
Engie exploite sept réacteurs en Belgique avec Electrabel, plus des participations dans les centrales de Chooz et Tricastin en France (1 208 MW, équivalent à un réacteur nucléaire) et des droits de tirage en Allemagne ; au Royaume-Uni, le groupe a créé une joint venture avec Iberdrola et acquis un terrain en 2010 pour développer 3 600 MW de capacité nucléaire d'ici à 2020 ; au Brésil, un Memorandum of Understanding (MOU) a été signé avec Eletronuclear/Eletrobras en 2009 ; des projets sont en cours de développement en Arabie saoudite, en Pologne et en Turquie
Engie s’est désengagé du projet NuGen de construction d’une centrale nucléaire au Royaume-Uni en vendant l’intégralité de sa participation à Toshiba en avril 2017,.
La société Endel, filiale d'Engie, a été condamnée en 2016 pour « faute inexcusable » par le Tribunal des affaires de sécurité sociale, après le décès par cancer d'un de ses salariés,.
Début 2019, via sa filiale Endel, Engie achète l'activité de maintenance nucléaire de Suez (dont le chiffre d'affaires 2017 était de 28 millions d'euros, dont quatre hors de France). Endel (chiffre d'affaires de 750 millions d'euros par an) est à l'occasion rebaptisée Endel SRA (basée à Vaulx-en-Velin (Rhône-Alpes) avec 180 employés) et devrait renforcer ses capacités de services pour les gros composants tels que générateur de vapeur, cuve, etc..
En mars 2019, Isabelle Kocher annonce qu'en Belgique, les réacteurs Doel 3 et Tihange 2 doivent fermer en 2022 et 2023.
Le 26 février 2021, Engie annonce qu'elle prend acte de la décision de la Belgique de sortir du nucléaire en 2025, en arrêtant tous les travaux de préparation qui auraient permis de prolonger de vingt ans deux réacteurs au-delà de 2025 et en passant une dépréciation de 2,9 milliards € de la valeur de ses réacteurs, représentant le manque à gagner dû à l’arrêt de son parc nucléaire.
En mars 2022, face à la guerre en Ukraine et à l'augmentation du prix du gaz, le gouvernement belge décide de prolonger les réacteurs de Doel 4 et Tihange 3 (soit une puissance installée de 2 GW) pour dix ans au-delà de 2025.

#### Énergies renouvelables
En décembre 2013, GDF Suez annonce la vente de sa participation de 50 % dans sa filiale d'énergie éolienne au Crédit agricole, pour 400 millions d'euros.
En janvier 2015, GDF Suez prévoit de doubler sa capacité installée en Europe dans l’hydraulique, l’éolien, le solaire, la biomasse et le biogaz, passant de 8 000 MW à 16 000 MW d’ici à 2025. Le groupe a pour cela créé une nouvelle entité dédiée aux énergies vertes en Europe. GDF Suez compte notamment sur les deux projets remportés dans l’éolien en mer en France, qui à eux seuls pèsent 1 GW. Avec 21,5 GW de capacité installée dans le monde en 2015, les renouvelables représentent aujourd’hui 18,3 % du portefeuille du groupe, essentiellement dans l’hydroélectrique (16 %). Les pays émergents sont aussi concernés, avec 27 GW en construction ou en développement dans des projets comme le barrage de Jirau, au Brésil. Ce dernier est cependant contesté en raison de la corruption qu'il a suscitée, ainsi que pour les atteintes à l'environnement qu'il entraîne, enfin pour l'utilisation de crédits carbone accordés par l'ONU.
Cette stratégie passe notamment par des prises de participation dans des entreprises spécialisées dans les énergies renouvelables. En juillet 2015, Engie acquiert 95 % de Solairedirect, permettant de faire passer sa production d'énergie photovoltaïque de 125 à 486 MW. En mars 2016 est acquis Maïa Eolis, exploitant de 21 parcs éoliens (246 MW), portant la capacité totale installée en éolienne d'Engie à 1 533 MW, devant EDF.
À fin 2016, les capacités de production électrique renouvelable installées d'Engie s'élèvent à 19,5 % de son mix énergétique.
En février 2019, Engie annonce prévoir d'ajouter 9 gigawatts (GW) à son portefeuille de capacités de production dans les énergies renouvelables à l’horizon 2021, dans le cadre de son projet stratégique visant à accélérer ses activités renouvelables et « bas carbone ». En septembre 2019, Engie précise que ce doublement de son parc mondial éolien et solaire est assuré, 8,5 GW étant déjà lancés (construits, en construction ou sécurisés). Engie va développer près de 550 GW de capacités solaires et 520 GW d'éoliennes en France, 650 GW d'éolien en Espagne, 450 GW de solaire en Inde, etc. Engie estime que les contrats passés directement avec les collectivités locales et les grandes entreprises représenteront la moitié de ses projets dans les renouvelables au cours des trois prochaines années.
En juin 2023, à la suite de l'invasion de l'Ukraine par la Russie, la Belgique et Engie décident de prolonger l'utilisation des réacteurs nucléaires du pays de dix ans à cause de la flambée du gaz naturel, cependant la coalition au pouvoir en Belgique veut repenser les plans à plus long terme[pas clair] pour s'appuyer davantage sur le gaz naturel.

##### Éolien
Engie est le premier opérateur en énergie éolienne en France avec plus de 1 550 MW en 2015, à travers plusieurs filiales : Compagnie du vent, Éole Generation, Erelia Groupe, etc., et a des parcs éoliens au Canada (560 MW), au Portugal (963 MW), en Australie (46 MW), en Amérique Latine (142 MW), au Maroc (301 MW) et en Afrique du Sud[réf. nécessaire]. Engie est par ailleurs actionnaire principal du consortium du Parc éolien en mer de Dieppe Le Tréport.
En mai 2019, Engie et Energias de Portugal (EDP) annoncent la signature d'un protocole d'accord stratégique pour créer une coentreprise dans l'éolien en mer, avec l'ambition de devenir le numéro deux mondial de l'éolien offshore, derrière le danois Ørsted. La coentreprise démarre avec 1,5 gigawatt en construction et 4 GW en développement, et son objectif est d'atteindre, à l'horizon 2025, 5 à 7 GW en exploitation ou en construction, plus 5 à 10 GW en développement avancé.
En avril 2023, Engie et sa filiale Ocean Winds, détenue à parité avec EDP Renewables et dédiée à l’éolien en mer, annoncent la décision finale d'investissement sur le parc en mer des îles d'Yeu et de Noirmoutier. Ce parc éolien d'une capacité totale d'environ 500 MW pour un investissement d'environ 2,5 milliards d'euros sera le cinquième parc éolien en mer français, mis en service à partir de 2025.

##### Solaire
Dans le monde, Engie dispose d’une capacité de production photovoltaïque de 201 MW dans 15 pays (notamment au Canada et au Portugal, en Italie et en Belgique, aux Pays-Bas, au Chili et aux États-Unis).
En France, avec l’acquisition en juillet 2015 de 95 % de la société Solairedirect(dorénavant appelé Engie Solar), Engie est le numéro un du secteur avec une capacité installée totale brute de 383 MW. Avec ce rapprochement, le groupe exploite 22 centrales photovoltaïques au sol pour une puissance totale de 158,5 MW installés, soit les deux tiers de la production photovoltaïque. Engie exploite notamment la centrale de Curbans (Alpes-de-Haute-Provence), dotée de 105 000 panneaux photovoltaïques, implantés à 1 000 m d’altitude. Il s’agit de la plus importante centrale photovoltaïque du groupe en France avec une puissance installée de 26,1 MW permettant de produire l’équivalent de la consommation électrique annuelle de 10 500 foyers.
En 2016, Engie remporte plusieurs projets solaires en Inde (140 MW et 75 MW), au Mexique (180 MW), au Pérou (40 MW) et en France (78 MW). Le groupe lance également les travaux de construction du parc solaire de Kathu en Afrique du Sud (100 MW) et investit dans la société allemande Heliatek (en), spécialiste du photovoltaïque, en septembre 2016. En avril 2017, Engie prend une participation de 30 % dans le capital d'Unisun (entreprise chinoise spécialisée dans le solaire photovoltaïque). En octobre 2017, Engie annonce le rachat de la société Fenix International, fournisseur d'installations solaires pour particuliers en Afrique.

##### Gaz renouvelable
Engie est actif sur l'ensemble de la chaîne de production du biométhane, du développement des projets avec les agriculteurs jusqu'à la vente aux clients finaux. De 2018 à 2030, Engie doit investir deux milliards d'euros dans les gaz verts, 10 % de ceux-ci étant réinjectés dans les réseaux.
Sur le marché du biogaz, l'entreprise est présente en France avec des projets de grande taille (23 GWh par an pour le projet du Gâtinais inauguré en 2018). Elle achète l'activité biométhane de Vol-V début 2019 et s'engage en parallèle à baisser fortement les coûts de la filière en France, soulevant les craintes du reste de la profession.
En septembre 2020, Engie installe sur le toit du Crigen de Stains, son laboratoire dédié au gaz renouvelable, un électrolyseur photovoltaïque destiné à tester des solutions de technologie solar-to-hydrogen (STH). Le dispositif consiste en des panneaux solaires à circuit d'eau contenant des photoélectrodes et des nanomatériaux électrocatalytiques générant de l'hydrogène gazeux à partir d'eau et de lumière.

##### Géothermie
En Indonésie, des forages réalisés en 2012 et 2013 par PT Supreme Energy Muara Laboh (SEML), co-entreprise détenue par Engie et Sumitomo Corporation à Muaralaboh, à l’ouest de Sumatra, ont confirmé l’existence d’un réservoir à haute température (supérieure à 200 °C). Une première phase voit l'exploitation des ressources géothermiques. Avec un objectif de capacité de 240 MW, le projet devrait assurer, à partir de 2016, une production d’électricité d’origine géothermique pendant plus de trente ans, permettant d’alimenter 500 000 foyers et de réduire les émissions de dioxyde de carbone de près d’un million de tonnes par an.
En France, Engie a mis en service en novembre 2015 le réseau de chaleur de Villepinte, reconverti à la géothermie à 60 %. D’une puissance totale de 40 MW, dont 11 MW de géothermie, il fournit le chauffage et l’eau chaude sur 7 km de réseaux. Il « permettra à 5 200 équivalents-logements de bénéficier d’une chaleur de faible empreinte environnementale : le réseau évitera le rejet dans l’atmosphère de 17 000 tonnes de CO2 par an, équivalents aux émissions annuelles de 6 600 véhicules. »
En mai 2017, Engie obtient trois permis d'exploration de ressources géothermiques au Mexique.

##### Éolien marin
Engie participe au développement de l'éolien en mer à travers plusieurs projets en Europe. En France, Engie fait partie du groupement retenu par l'État pour installer deux parcs d'une puissance de 1 000 MW sur les zones de Dieppe et du Tréport, et des îles d'Yeu et de Noirmoutier. En Mer du Nord (Belgique), Engie est engagé à hauteur de 35 % dans le projet Mermaid, un parc éolien d'une puissance de 250 MW qui devrait voir le jour d'ici à 2020,. Le groupe participe également au projet WindFloat Atlantic au large du Portugal (mise en service pour 2018 d'un parc pilote d'une capacité de 25 MW) et au projet de ferme pilote de Leucate (mise en service en 2020, capacité prévue de 24 MW).

### Gaz naturel et biométhane
Le groupe Engie est présent sur toute la chaîne gazière, de l'exploration-production à la distribution.
Les infrastructures gazières en Europe :
- 1er réseau européen de transport de gaz naturel : 32 456 km d’infrastructures françaises gérées par GRTgaz, filiale du groupe à 75 %, plus des réseaux en Espagne (Medgaz), en Allemagne (Megal), en Autriche (BOG) et en Slovaquie (Eustream), à travers les participations du groupe ;
- 1er réseau européen de distribution de gaz naturel : en France, le groupe gère 196 886 km de réseau par sa filiale GrDF, plus des parts dans près de 100 000 km de réseaux d’autres opérateurs gaziers (Hongrie, Roumanie, Italie, Mexique, etc.) ;
- 1re capacité européenne de stockage de gaz naturel : plus de 12,2 Gm3 (14 stockages souterrains en France et des capacités supplémentaires au Royaume-Uni et en Allemagne), gérés par sa filiale Storengy[129] ;
- 2e capacité européenne de réception dans les terminaux GNL : trois terminaux en France (21,25 Gm3 au 31 décembre 2015), gérés par la filiale Elengy.

Engie est autorisé à exploiter du gaz de schiste aux États-Unis et prévoit d'en produire au Royaume-Uni dans les années 2020,. En mai 2017, Engie annonce son entrée en négociation exclusive avec le britannique Neptune Energy pour la cession de sa participation de 70 % dans l'entité Exploration & Production International,,,,.
L'entreprise est aussi présente sur le marché du biométhane en France, avec des projets de grande taille (23 GWh/an injectés pour le projet du Gâtinais inauguré en 2018).
En 2018, Engie crée sa marque Gaz Tarif Réglementé, exclusivement réservée à la commercialisation et la gestion de ses offres de fourniture de gaz naturel aux tarifs réglementés. Jugés contraires au droit européen (décision du conseil d'État du 19 juillet 2017 à la suite de la plainte de l'Association nationale des opérateurs détaillants en énergie), ils sont voués à disparaître au plus tard au 1er juillet 2023. La fin de leur commercialisation a été fixée au 8 décembre 2019 par la loi Énergie Climat (LEC, article 63) promulguée le 8 novembre 2019.
Le 2 mai 2022, Engie signe avec le producteur de gaz naturel liquéfié (GNL) américain NextDecade un contrat d'approvisionnement d'une durée de quinze ans pour l'achat de 1,75 million de tonnes de GNL chaque année à partir de 2026. Engagé dans des négociations avec NextDecade depuis plusieurs années, le groupe avait décidé de mettre fin à ses discussions en novembre 2020, sous la pression notamment des pouvoirs publics français. L'État, qui détient 23,6 % d'Engie, lui avait fait part de ses réserves sur l'augmentation de ses importations de gaz issus de la fracturation hydraulique alors que la France s'engageait à ne plus apporter de garanties publiques de crédit à l'export pour des projets de gaz ou de pétrole de schiste. L'ONG Les Amis de la Terre souligne que « ce contrat va courir jusqu'en 2041 et risque de compromettre les objectifs de neutralité carbone de la France en 2050 ». Fin mars, Engie a déjà amendé le contrat qu'il avait signé en 2021 avec Cheniere Energy, le numéro un américain du GNL, pour prolonger sa durée et en augmenter les volumes (900 000 à 1,2 million de tonnes de GNL par an pendant vingt ans).

### Services à l'énergie
Engie conçoit et met en œuvre des solutions d’efficacité énergétique et environnementale. Dans ce domaine, le groupe est présent dans quarante pays et compte 90 000 employés. En 2017, Engie est le premier fournisseur de services d’efficacité énergétique dans le monde ; il opère plus de 250 réseaux de chaleur et de froid dans le monde.
Les services à l’énergie incluent les prestations suivantes :
- conception : études de faisabilité, ingénierie de base, gestion de projets, assistance à maîtrise d’ouvrage, démantèlement ;
- installations et maintenance : solutions d’installation électrique, climatisation et réfrigération, systèmes d’information et de communication, maintenance industrielle ;
- services énergétiques : amélioration de la performance énergétique des bâtiments ; production, exploitation et distribution d’énergies locales et renouvelables (cogénération, utilités industrielles, réseaux de chaleur et de froid) ; services généraux ; gestion de réseaux urbains (mobilité, éclairage public) ;
- services à l’habitat : solutions de maîtrise de la consommation autour des énergies renouvelables et de la rénovation thermique des logements, services de financement de travaux d’isolation de logements ;
- « ville intelligente » : développement de réseaux interconnectés avec capteurs « intelligents » et compteurs communicants, technologies numériques de suivi des consommations, outils de pilotage à distance des installations énergétiques, solutions de réduction de l’empreinte carbone des bâtiments ;
- microréseaux (microgrids) et énergie décentralisée : systèmes de production et de consommation d'énergie à échelle locale, fourniture d'énergie dans les zones isolées, autoconsommation résidentielle ou en secteurs industriels et commercial, éco-quartiers[143] ;
- mobilité verte : carburants alternatifs (GNV, bio GNV, hydrogène, etc.), installations de bornes de recharges électriques, infrastructures de transport, conception et planification en amont, fluidification de trafic, optimisation des réseaux de transport.

Les filiales d'Engie qui interviennent dans ces domaines d'activité sont Engie Axima, Endel Engie, Engie Fabricom, Engie Ineo, Engie Réseaux, Engie Cofely et Tractebel Engie.
Engie développe des initiatives dites de « mobilité verte ». 
En mars 2017, Engie acquiert le néerlandais EV-Box, un des plus gros fournisseurs en recharge de véhicules électriques. 
En juin 2017, Engie remporte un contrat de cinq ans avec Transports Of London pour la fourniture de services de maintenance pour le métro londonien.
En juillet 2017, Engie acquiert 40 % de la société Tabreed, spécialiste de solutions de climatisation dans la région du Golfe.
Engie et Axium Infrastructure ont remporté une concession de cinquante ans pour assurer la gestion durable de l'énergie de l'université d'État de l'Ohio à Colombus (un des plus grands campus universitaires américains avec 485 bâtiments).

## Chiffres clés

### Chiffre d'affaires
Chiffre d'affaires : 73,8 Mds € (2024).

### Capacité de production électrique
Capacité de production électrique installée : 104,3 GW en 2018, dont :
- gaz naturel : 55 % ;
- renouvelable : 27 % ;
- charbon : 7 % ;
- nucléaire : 6 % ;
- autre : 5 %.

Capacité d’électricité produite 420 TWh en 2018

### Effectifs
Effectifs : 98 000

## Organisation

### Entités
Le groupe est organisé autour d'entités géographiques et transversales :
- 11 entités géographiques : Afrique, Amérique du Nord, Amérique Latine, Asie Pacifique, Benelux, Brésil, Chine, Europe du Nord, du Sud et de l'Est, « Génération Europe » (Allemagne, Belgique, Espagne, France, Italie, Luxembourg, Pays-Bas, Pologne, Portugal, Royaume-Uni), Moyen-Orient, Asie du Sud et centrale, Turquie, Royaume-Uni ;
- 8 entités implantées en France : « France BtoB », « France BtoC », « France Renouvelables », « France Réseaux », « Transport de gaz naturel » (GRT Gaz), « Distribution de gaz naturel » (GRDF), « Terminaux gaz naturel liquéfié - GNL » (Elengy), « Stockage de gaz naturel » (Storengy) ;
- 4 entités « transversales » : « Exploration et production international », « Global Energy Management & Sales », « Tractebel Engineering », « GTT » (Gaz Transport et Technigaz).

Le siège social et quartier général de la zone Asie Pacifique (4 000 employés) se déplace de Bangkok à Singapour en 2019.

### Entreprises du groupe
Le groupe Engie possède plusieurs filiales qui assurent le transport, le stockage, la distribution et la vente d'énergie et de services auprès des particuliers, des professionnels, des entreprises et des collectivités territoriales. Ces filiales sont :
- La Compagnie du vent[35]
- Culturespaces
- Engie Ecova[151]
- Engie Electrabel
- Engie Entreprises & Collectivités
- Engie Fabricom
- Engie Global Markets
- Engie Green
- Engie Home Services
- Engie IT (Information & Technologies)
- Engie Lab Crigen
- Engie M2M (opérateur de réseau télécom Sigfox en Belgique)
- Engie My Power
- Engie Solutions regroupe Engie Axima, Engie Cofely, Engie Endel (notamment maison mère de Eras Ingénierie), Engie Ineo, Engie Réseaux
- GRDF
- Engie Solar, anciennement Solairedirect (leader français du développement de centrales solaires au sol)
- Tractebel Engie
- Maïa Eolis
- MINERG-APPELSA Services (Suisse)
- MesDépanneurs.fr[152]

### Principales filiales du groupe Engie

#### GrDF
GrDF est une société de distribution de gaz, principal gestionnaire de distribution publique de gaz naturel en France. Elle conçoit, construit, exploite et entretient le réseau de distribution de gaz naturel, dans le cadre d’un contrat de service public signé tous les trois ans avec l’État français. Elle livre le gaz naturel à ses clients, pour le compte de plus de cinquante fournisseurs de gaz.
Si GrDF est gestionnaire, les collectivités demeurent donc propriétaires du réseau de distribution de gaz et lui confient la gestion déléguée de la distribution publique de gaz, par la signature de contrats de concession. Elle emploie près de 12 000 salariés et est dirigée par Edouard Sauvage.

#### NaTran
NaTran (anciennement GRTgaz) est une société française de transport de gaz naturel ou assimilé (biométhane…), par canalisations, créée le 1er janvier 2005. L'entreprise est un des deux gestionnaires de réseau de transport de gaz en France avec Teréga (qui gère le réseau du sud-ouest de la France). NaTran reprend les activités préalablement assurées par le service transport de Gaz de France. En 2020, NaTran emploie environ 3 000 salariés et est dirigée par Thierry Trouvé.

#### Engie Solutions
Engie Solutions est une société de services en efficacité énergétique et environnementale. Elle s’adresse à des collectivités, des entreprises du tertiaire, de l’industrie et de la santé. Elle travaille sur la performance énergétique des bâtiments, produit des énergies renouvelables et s’occupe de la maintenance multitechnique et du facility management. Elle emploie 12 000 salariés et réalise un chiffre d’affaires de 2,5 milliards d’euros. Elle est dirigée par Jean-Pierre Monéger.[réf. nécessaire]

#### Engie Electrabel
Engie Electrabel est une société de fourniture d’énergie (électricité, gaz naturel) et de services. Elle est le plus grand producteur et fournisseur d’électricité au Benelux.

#### Engie Ineo
Engie Ineo est une société spécialisée en génie électrique, systèmes d’informations et de télécommunications.

#### Engie IT
Engie IT (pour Engie Information et Technologies) est la filiale chargée des systèmes d’information du groupe Engie. La filiale IT conçoit, met en œuvre et exploite des solutions informatiques pour les 150 000 employés du groupe et propose des services applicatifs et d’infrastructure. À la suite de la fusion de Gaz de France et Suez en 2008, Jean-Michel Carboni démarre la mutualisation des systèmes d'informations du groupe puis fonde la filiale Engie IT (GDF Suez IT à l'époque) et en devient le directeur général jusqu'en 2015. Engie IT est lancée avec un capital de 45 millions d'euros et réalise un chiffre d'affaires de 600 millions d'euros en 2013. L'actuel directeur général est Matthieu Pestel (2018-), successeur d'Olivier Sala (2015-2018),. Le revenu annuel réalisé en 2016 était de 400 millions d'euros.

#### MesDépanneurs.fr
Racheté par Engie en 2017, le service MesDépanneurs.fr met en relation des particuliers et des professionnels du dépannage à domicile. La plateforme étend son offre fin 2020 aux travaux d'aménagement et d'embellissement.
Fin 2024, la start-up peinant toujours à atteindre l’équilibre financier perd en importance stratégique pour le groupe, qui décide d'en céder ses participations.

#### Principales participations
Engie possède également des participations dans certaines entreprises dont :
- Compagnie nationale du Rhône
- Gazocean (Transport maritime de gaz liquéfié par navires méthaniers ; part d'Engie : 80 %)
- SHEM (Société hydroélectrique du Midi)
- Suez (filiale minoritaire, Engie est le premier actionnaire)
- Agenda Diagnostics
- CPCU
- Climespace

### Gouvernance
La gouvernance d'Engie est organisée autour d'un conseil d'administration et d'un comité exécutif. Cette organisation bicéphale conduit à une dissociation des fonctions de président et de directeur général.
Depuis 2019, le conseil d'administration est composé de 14 membres, au lieu de 19 précédemment. L'État, en tant qu'actionnaire principal, y désigne deux représentants.

## Critiques et polémiques

### Émissions deCO2à l'étranger et fin des investissements dans le charbon
En 2014, selon une étude de l'université d'Oxford pour les ONG Oxfam et Les Amis de la Terre, Engie, avec ses trente centrales à charbon dans le monde, émet 81 millions de tonnes de CO2 par an. L'agence de presse canadienne Thomson Reuters indique également en 2014 que l'entreprise est le sixième plus grand émetteur mondial de CO2 au monde. Le Guardian estime en 2015 que les centrales à charbon de ce géant de l'énergie constituent le troisième parc de centrales le plus polluant au monde. De plus, avec son partenaire Exxaro, la société vient[Quand ?] de remporter un appel à projets pour une nouvelle centrale à charbon à Thabametsi, en Afrique du Sud. Alors que la France organise la Conférence des Nations unies sur les changements climatiques et s’est engagée à réduire ses émissions domestiques, « la France pollue allègrement à l’étranger via ses entreprises à capital public ».
Le 9 février 2014, un feu de brousse atteint la mine de charbon de Hazelwood (appartenant depuis 2010 à GDF Suez), située dans la vallée Latrobe, dans l'État du Victoria, en Australie, à 150 km de Melbourne. Le charbon brûle à ciel ouvert pendant plusieurs semaines, la fumée chargée de particules fines est poussée par le vent vers la ville de Morwell, dont une partie est évacuée. Plus de 7 000 pompiers australiens interviennent au cours des 45 jours de lutte contre l'incendie. Une commission d'enquête parlementaire est ouverte en Australie, qui conclut que les risques d'incendie étaient prévisibles par l'exploitant, mais que les mesures de sécurité nécessaires n'ont pas été prises, et critique le sous-financement par GDF Suez du programme de nettoyage du site. Après cet événement, GDF Suez fait l'objet de plaintes de la part de l'organisation de défense des travailleurs WorkSafe Victoria et de l'agence de protection de l'environnement (Environment Protection Authority). L'entreprise fait également face aux tentatives des pompiers de la Country Fire Authority (pompiers de l'état de Victoria) de récupérer 18 millions d'euros pour alléger le poids de l'incident sur les finances des collectivités australiennes,. La position officielle de GDF Suez est qu'ils ont déjà participé financièrement à cette intervention, en payant les taxes associées à ces activités,.
La ministre de l’Énergie, Ségolène Royal, annonce le 14 octobre 2015 qu'Engie n’investira plus dans le charbon. Les projets en cours sont abandonnés, sauf s’ils ont déjà fait l’objet d’un engagement ferme. Engie affirme de son côté qu’il s’agit d’une décision soigneusement mûrie, prise lors du séminaire stratégique des administrateurs du groupe qui s’est tenu les 12 et 13 octobre. Le groupe abandonnera ainsi un gros projet de centrale au charbon en Turquie, à Ada Yumurtalik (1 320 MW) ; il avait déjà annoncé en juin qu’il renonçait à un projet de 600 MW en Afrique du Sud, à Thabametsi. Il poursuivra deux projets en cours, sur lesquels il est fermement engagé, en Mongolie et au Brésil ; il a par ailleurs déjà engagé la construction de quatre autres centrales au charbon, au Brésil (324 MW), au Chili (338 MW), en Inde (638 MW) et au Maroc (1 386 MW). Elles s’ajouteront aux 28 centrales que le groupe exploite déjà dans le monde, en Europe (Allemagne, Pays-Bas, Italie, Pologne, Royaume-Uni) et ailleurs. Dans l'ensemble, le charbon représente 13 % de sa production électrique nette à fin 2015.
Engie signe en 2016, un accord pour la vente de ses participations dans Paiton et Meenakshi, deux centrales à charbon situées en Indonésie et en Inde, représentant une capacité de production électrique de 3 GW. Cette opération réduit de 16 % les capacités de production d’électricité d’Engie à partir de charbon. En février 2016, Engie annonce la fermeture de la centrale charbon de Rugeley, au Royaume-Uni, pour l'été.
En octobre 2016, Engie décide la fermeture de la centrale à charbon d'Hazelwood (1 550 MW) en Australie, considérée comme la plus polluante du monde avec 1,6 tonne de CO2 émis par MWh produit. Depuis sa décision de se désengager du charbon, Engie a vendu ses centrales américaines, indienne et indonésienne (3 700 MW) et fermé celles de Rugeley au Royaume-Uni (1 000 MW), de Vado Ligure en Italie (600 MW) et de Gelderland aux Pays-Bas (600 MW),,. En octobre 2017, Engie annonce la cession de ses parts (70 %) détenues dans la centrale australienne Loy Yang B au conglomérat chinois Alinta Energy.
En mars 2022, Engie signe un amendement à son contrat signé en 2021 avec Cheniere Energy, le numéro un américain du gaz naturel liquéfié (GNL), augmentant la quantité annuelle achetée et prolongeant la durée à 20 ans. Les défenseurs de l'environnement des Amis de la terre dénoncent ce contrat, le GNL de Cheniere étant très majoritairement issu de gaz de schiste, qui provoque en moyenne 20 % d'émissions de CO2 de plus que le gaz acheminé par gazoduc.

### Écoblanchiment
Engie est fréquemment accusée d'écoblanchiment, ou greenwashing, notamment lors de son soutien officiel à la Conférence de Paris de 2015 sur les changements climatiques (COP21). Plusieurs ONG critiquent l'achat d'une vertu à bon compte, les possibles conflits d'intérêts et doubles discours,,.

### Pollution de la nappe phréatique en Saxe-Anhalt
Selon la chaîne allemande WDR, Engie a entreposé jusqu'en 2012 dans la fosse d'enfouissement de Brüchau, en Saxe-Anhalt, des déchets pétroliers et gaziers toxiques et radioactifs, alors que l'entreprise savait depuis 2000 que la fosse n'était plus étanche et que la nappe phréatique avait été contaminée,.

### Optimisation fiscale

#### Au Luxembourg
Selon une enquête publiée en 2016 par le site d'information en ligne Les Jours, Engie disposerait d'au moins vingt-six filiales au Luxembourg. Leur objectif principal serait d'y faire transiter des masses financières du groupe afin de diminuer son taux d'imposition. Certaines d'entre elles sont des sociétés ayant une réelle activité opérationnelle (mais hors du Luxembourg), d'autres de simples holdings sans salariés. En octobre 2016, la Commission européenne a annoncé avoir ouvert une enquête approfondie sur le traitement fiscal accordé par le Luxembourg à Engie. Plusieurs filiales luxembourgeoises du groupe n'auraient pas payé d'impôts en bénéficiant d'une « décision fiscale anticipative », c'est-à-dire d'un « ruling », objet du scandale LuxLeaks. Quatre filiales sont concernées par l’enquête de la Commission : GDF Suez LNG (Luxembourg), GDF Suez LNG Supply, Electrabel Invest Luxembourg et GDF Suez Treasury Management.
Toujours selon Les Jours, Engie a ainsi transféré 27 milliards d'euros au Luxembourg par le biais de la holding Engie Invest International chapeautant les quatre filiales d'Engie sur lesquelles enquête depuis septembre 2016 la Commission européenne. Deux filiales d'Engie auraient pu déduire un milliard d'euros sur leurs bénéfices entre 2009 et 2015 et auraient bénéficié d'un avantage fiscal de la part du Luxembourg à hauteur de 300 millions d'euros environ.
Le 20 juin 2018, la Commission européenne oblige Engie à rembourser au Luxembourg 120 millions d'euros d'impôts non payés. Son enquête « a conclu que deux séries de décisions fiscales anticipatives émises par le Luxembourg ont artificiellement réduit la charge fiscale d'Engie dans ce pays pendant une dizaine d'années, sans la moindre justification valable ».

#### De l'Australie au Royaume-Uni
En 2018, dans le cadre des Paradise Papers, le Consortium international des journalistes d'investigation révèle qu'Engie a usé de méthodes d'optimisation fiscale « agressive » pour transférer vers le siège, au Royaume-Uni, un milliard de dollars issus de deux centrales à charbon et gaz australiennes sans payer d'impôts, économisant au moins 245 millions de dollars.
International Power (IP), propriété d'Engie depuis février 2011, utilisait depuis 2004 un schéma d'optimisation fiscal : au lieu de procéder par le biais d'un versement de dividendes au siège — imposés à hauteur de 30 % —, les centrales prêtaient les sommes voulues au siège d'IP via des banques australiennes, évitant ainsi toute imposition, sans jamais que le siège ne procède au remboursement. Le fisc britannique envisage cependant début 2012 de supprimer cette possibilité de prêts (dits « prêts spécialisés »). Sous le nom de « projet Salomon », International Power monte un autre système d'optimisation fiscal, s'aidant d'une faille législative britannique apparue en 2009 : depuis cette date, les dividendes versés par des filiales étrangères à leur siège britannique ne sont plus sujets à l'impôt. Le milliard de dollars de dette est ainsi transformé en dividendes en juin 2012. Au même moment, l'État australien verse une compensation de 500 millions de dollars à International Power pour l'aider à mettre aux normes environnementales ses centrales, les entreprises australiennes du charbon « agitant le chiffon rouge de la faillite », écrit le journal Le Monde.
Engie répond avoir « parfaitement respecté la législation fiscale tant en Australie qu’au Royaume-Uni ».

### Abus de position dominante
En mars 2017, Engie est condamné à une amende de 100 millions d'euros pour abus de position dominante en France par l'Autorité de la concurrence, qui reproche à l'entreprise d'avoir utilisé les anciens fichiers clients de Gaz de France pour commercialiser ses offres, et d'avoir eu recours à un « argument commercial trompeur » pour influer sur le choix des clients. Les faits ne sont plus contestés par Engie, qui a souhaité recourir à une transaction. Cette sanction fait suite à la saisine de l'Autorité, en 2014, par Direct Énergie et l’association de consommateurs UFC-Que choisir.

### Concurrence déloyale
En décembre 2017, Engie est condamné à payer 150 000 euros de dommages et intérêts à EDF pour concurrence déloyale en raison de ses pratiques de démarchage agressif des clients en porte-à-porte et téléphonique, selon un jugement du tribunal de commerce de Nanterre.

### Démarchage abusif
Les poursuites pour concurrence déloyale interviennent concomitamment au rapport du médiateur national de l'énergie, qui lui aussi remarque des démarchages agressifs de la part d'Engie dont les prestataires vont jusqu'à usurper la marque EDF, utilisent de la tromperie (en jouant sur la méconnaissance du marché de l'énergie) ou de la fraude à la signature des démarchés. Le médiateur national de l'énergie réitère ses critiques en 2017 et en 2018. La même année, l’UFC Que Choisir décerne à Engie le « cactus d’or » pour ses méthodes de démarchage.
Le jugement est confirmé en appel le 14 mars 2018 et le montant des dommages en intérêts porté à un million d'euros.
Le 27 juin, les locaux d'Engie sont perquisitionnés et des ordinateurs saisis par la Direction générale de la Concurrence, de la Consommation et de la Répression des fraudes (DGCCRF) dans le cadre d'une « opération d'ampleur nationale » concernant l'enquête pour démarchage abusif dans le secteur de l'énergie.
Le 18 octobre 2019, la DGCCRF annonce la condamnation d'Engie à une amende de 900 000 euros pour démarchage abusif. Elle reproche notamment à Engie la conclusion de contrats de fourniture d’énergie sans que la confirmation de l’offre faite par démarchage téléphonique ait été transmise au consommateur par courrier ou courriel, ou l'absence de prise en compte de demandes de consommateurs d’exercer leur droit de rétractation.

### Entente illégale
Engie, alors GDF-Suez, et son concurrent E.ON ont été condamnés par la Commission européenne en 2009 pour « entente illégale sur le marché du gaz » à une amende de 553 millions d'euros chacun.

### Pollution de l'Aulne
En août 2020, la centrale de biogaz de Kastellin, appartenant à Engie, voit l'un de ses réservoirs de digestat, une matière organique servant de fertilisant agricole, déborder. L'incident provoque le déversement de 400 m3 de digestat dans le fleuve l'Aulne, privant 180 000 personnes d'eau potable dans le Finistère. L'activité de la centrale est suspendue pour enquête par la préfecture jusqu'au 8 octobre 2020, après quoi la Dreal (direction régionale de l'environnement, de l'aménagement et du logement) garde sous contrôle le fonctionnement de la structure,.

### Gazoduc Nord Stream 2
Engie a financé à hauteur de un milliard d’euros le gazoduc russe Nord Stream 2 sous la forme d'un prêt. Le 1er mars 2022, à la suite de l'invasion de l'Ukraine par la Russie en 2022, le titre Engie a chuté de plus de 13 % à la Bourse de Paris.

### Soupçons de conflit d'intérêts
En juin 2025 Complément d'enquête et Le Nouvel Obs font état de documents qui accréditent l'idée selon laquelle Rachida Dati, alors députée européenne, aurait reçu indirectement de l'argent de GDF-Suez en 2010-2011, pour influencer la politique européenne en matière d'énergie. Entre GDF-Suez et Rachida Dati se trouve un cabinet d'avocat parisien fondé par Xavier de Sarrau. Ce cabinet d'avocat a reçu 300 000 € de facturation de la part de Rachida Dati. Des pièces comptables de ce cabinet d'avocat ressortent également deux versements de 149 500 € en 2010 et 2011 à destination de Rachida Dati, qui suivent de quelques mois des versements identiques en provenance de GDF-Suez à destination du cabinet d'avocat, toujours pour les années 2010 et 2011. 
Selon certains, Rachida Dati se serait investie dans un engagement pro-gaz au niveau du Parlement européen. A tel point que son intérêt soudain pour ce secteur industriel interroge Corinne Lepage, eurodéputée écologiste. Cependant toutes les tentatives pour percer le mystère de l'engouement soudain de Rachida Dati pour le secteur gazier resteront lettre morte. Elle-même niant tout lien quelconque avec GDF-Suez.

## Activité de lobbying

### En France
Pour l'année 2017, Engie et Engie énergie services déclarent à la Haute Autorité pour la transparence de la vie publique exercer des activités de lobbying en France pour un montant global qui n'excède pas 600 000 €,.

### Auprès des institutions de l'Union européenne
Engie est inscrit depuis 2011 au registre de transparence des représentants d'intérêts auprès de la Commission européenne. Il déclare en 2015 pour cette activité 13 salariés à temps plein et des dépenses d'un montant compris entre 2 250 000 et 2 500 000 €. Sur le même exercice, Engie a reçu 113 millions d'euros de subventions des institutions de l'Union européenne et figure en troisième position des groupes du CAC 40 en dépenses de lobbying, au cours de l'année 2015.